# Bianca Kajlich
Bianca Maria Kajlich, född 26 mars 1977 i Seattle i Washington, är en amerikansk skådespelerska. Hon har bland annat medverkat i tv-serier som Rules of Engagement och Undateable. Hon hade även huvudrollen i skräckfilmen Halloween: Resurrection (2002). 